# Annelies Boogaerdt
Anna Elisabeth (Annelies) Boogaerdt (Driebergen, 26 januari 1953 - Wellington, 15 november 2009) was een Nederlands diplomate.
Na haar middelbare school heeft Boogaerdt aan de Université de Poitiers gestudeerd en behaalde aan de Universiteit van Leiden haar doctorandustitel in de Franse taal & literatuur en heeft toen vijf jaar in deze taal les gegeven aan scholen in Gouda en Rotterdam.
Op 1 augustus 1982 is zij in dienst getreden van het ministerie van Buitenlandse Zaken. Na het doorlopen van de diplomatenopleiding ("het Klasje"), kreeg zij haar eerste officiële diplomatieke functie en werd aangesteld als derde ambassadesecretaris te Kenia met standplaats Nairobi. Vervolgens was zij werkzaam in Den Haag bij de Directie Afrika, daarna in Kuala Lumpur en toen weer terug op het ministerie in Den Haag als assistent van de directeur-generaal Internationale Samenwerking. In 1995 tot 1999 was zij werkzaam in Bangkok als ambassaderaad verantwoordelijk voor economische, pers & culturele zaken, en daarna als hoofd van de economische afdeling van het Consulaat-Generaal der Nederlanden te New York, om vervolgens in 2003 als Harer Majesteit buitengewoon en gevolmachtigd ambassadeur in het sultanaat Oman te Masqat benoemd te worden.
In de zomer 2008 werd Annelies Boogaerdt tot ambassadeur in Nieuw-Zeeland benoemd, met als standplaats Wellington, waar zij op 15 november 2009 op 56-jarige leeftijd onverwacht overleed ten gevolge van de complicaties van een ernstige longontsteking.